# Quatre
El quatre és el nombre natural que segueix el tres i precedeix el cinc. S'escriu 4 en xifres àrabs, IV en les romanes i 四 en les xineses. L'ordinal és quart/quarta. El quantitatiu és quatre (Dona-me'n quatre). L'agrupament és quartet (Un quartet de músics). El múltiple és quàdruple. El divisor un quart.

## Matemàtiques
El 4 és el primer nombre compost, essent els seus divisors propis l'1 i el 2. Com la suma dels seus divisors és 3 < 4, es tracta d'un nombre defectiu. El següent nombre compost és el 6.
El 4 és el segon quadrat perfecte (de dos). L'anterior és l'u i el següent és el nou.
Un polígon de 4 costats és un quadrilàter. Si no té dos costats paral·lels s'anomena trapezoide; si té dos costats paral·lels s'anomena trapezi; si té els costats paral·lels dos a dos és un romboide i si els angles que es formen entre els costats són de 90° s'anomena rectangle. Finalment, el polígon regular de quatre costats iguals rep el nom de quadrat.
Un poliedre de 4 cares és un tetraedre. Les cares del tetraedre regular són triangles equilàters. Dintre d'un tetraedre regular s'hi pot inscriure un altre.
Si es divideix un nombre per quatre s'obté un quart del nombre inicial. Existeixen diversos prefixos que signifiquen quatre i participen en la construcció d'una gran quantitat de paraules d'ús quotidià: quadri- i tetra-, com en quadrilàter i tetraedre.
- És el quart nombre de Lucas.[1]
- És el primer nombre de Thàbit.[2]
- És el primer nombre de Smith.[3]

## El quatre a la cultura
En la cultura xinesa, es considera al 4 (四, sì) com un nombre de mala sort degut a la seva similitud fonològica amb la paraula que significa mort (死, sǐ). Aquesta superstició es dona també en la cultura japonesa on es mantenen els vocables xinesos com a paraules cultes. Al Japó, per exemple, es considera mal presagi rebre un regal compost de quatre parts o peces.
En la simbologia cristiana el nombre 4 té una gran importància:
- La planta de les esglésies es desenvolupa a partir del quadrat, figura geomètrica de 4 costats.
- El Gènesi descriu la Terra com un quadrat que sura a l'Univers i en el seu centre hi neixen 4 rius en direcció als 4 punts cardinals. Els 4 rius dibuixen una creu.
- El 4 s'aplica simbòlicament als 4 Evangelistes i als 4 estacions que simbolitzen l'ordre còsmic creat per Déu. També són 4 els Pares de l'Església.
- En l'Apocalipsi de Joan Evangelista (4,6-7) es diu que eren 4 vivents plens d'ulls per davant i per darrere:
1 un lleó.
2 un brau.
3 un home.
4 una àguila.

- Tradicionalment també són 4 els elements clàssics: terra, aigua, aire, foc.
- Hi ha quatre estacions de l'any.
- És el nombre atòmic del beril·li.
- És el pes atòmic aproximat de l'heli.
- Designa l'any 4 i el 4 aC.
- Les Quatre nobles veritats budistes..[4]
- Les forces fonamentals de la natura